# Malanda Falls Conservation Park
Malanda Falls Conservation Park är en park i Australien. Den ligger i kommunen Tablelands och delstaten Queensland, omkring 1 400 kilometer nordväst om delstatshuvudstaden Brisbane.
Runt Malanda Falls Conservation Park är det mycket glesbefolkat, med 6 invånare per kvadratkilometer.. Närmaste större samhälle är Atherton, omkring 16 kilometer nordväst om Malanda Falls Conservation Park.
Omgivningarna runt Malanda Falls Conservation Park är en mosaik av jordbruksmark och naturlig växtlighet. Genomsnittlig årsnederbörd är 2 169 millimeter. Den regnigaste månaden är mars, med i genomsnitt 496 mm nederbörd, och den torraste är oktober, med 36 mm nederbörd.